# Gauliga Schlesien 1935/36
Die Gauliga Schlesien 1935/36 war die dritte Spielzeit der Gauliga Schlesien im Fußball. Die diesjährige Gaumeisterschaft wurde erneut im Rundenturnier mit zehn Mannschaften im Hin- und Rückspiel ausgespielt. Die Meisterschaft sicherte sich zum zweiten Mal die SpVgg Vorwärts-Rasensport Gleiwitz mit acht Punkten Vorsprung auf den SC Preußen Hindenburg. Damit qualifizierten sich die Gleiwitzer für die deutsche Fußballmeisterschaft 1935/36, bei der sie sich in einer Gruppe mit Werder Bremen, dem Eimsbütteler TV und Viktoria Stolp durchsetzen konnten und das Halbfinale erreichten. Dieses ging trotz 1:0-Führung mit 1:3 gegen Fortuna Düsseldorf verloren. Beim Spiel um Platz 3 unterlag Gleiwitz dann dem FC Schalke 04 deutlich mit 1:8. Das Erreichen des Halbfinales bei der deutschen Fußballmeisterschaft war der größte Erfolg einer Fußballmannschaft aus der Gauliga Schlesien. Die Abstiegsränge belegten die SpVgg Deichsel Hindenburg und VfB 98 Breslau. Aus den Bezirksligen stiegen Reichsbahn-SV Gleiwitz und SC Hertha 1915 Breslau auf.

## Abschlusstabelle

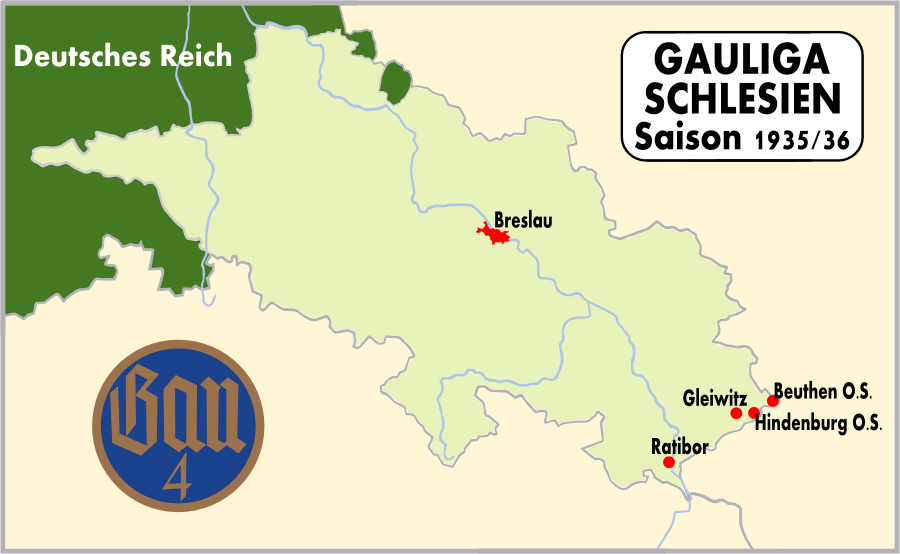
Spielorte der Gauliga Schlesien 1935/36.

| Pl. | Verein                                 | Sp. | S  | U | N  | Tore    | Quote | Punkte |
| --- | -------------------------------------- | --- | -- | - | -- | ------- | ----- | ------ |
| 1.  | SpVgg Vorwärts-Rasensport Gleiwitz (M) | 18  | 15 | 1 | 2  | 063:190 | 3,32  | 31:50  |
| 2.  | SC Preußen Hindenburg                  | 18  | 10 | 3 | 5  | 047:360 | 1,31  | 23:13  |
| 3.  | Beuthener SuSV 09                      | 18  | 9  | 2 | 7  | 033:280 | 1,18  | 20:16  |
| 4.  | Breslauer FV 06                        | 18  | 7  | 4 | 7  | 039:350 | 1,11  | 18:18  |
| 5.  | Breslauer SpVg 02                      | 18  | 8  | 1 | 9  | 030:320 | 0,94  | 17:19  |
| 6.  | VfB 1910 Gleiwitz (N)                  | 18  | 6  | 4 | 8  | 031:380 | 0,82  | 16:20  |
| 7.  | SpVgg Ratibor 03                       | 18  | 7  | 1 | 10 | 034:440 | 0,77  | 15:21  |
| 8.  | SC Vorwärts Breslau                    | 18  | 7  | 0 | 11 | 037:470 | 0,79  | 14:22  |
| 9.  | SpVgg Deichsel Hindenburg              | 18  | 4  | 6 | 8  | 029:420 | 0,69  | 14:22  |
| 10. | VfB Breslau (N)                        | 18  | 5  | 2 | 11 | 025:470 | 0,53  | 12:24  |

| (M) | Titelverteidiger               |
| (N) | Aufsteiger aus der Bezirksliga |

## Kreuztabelle

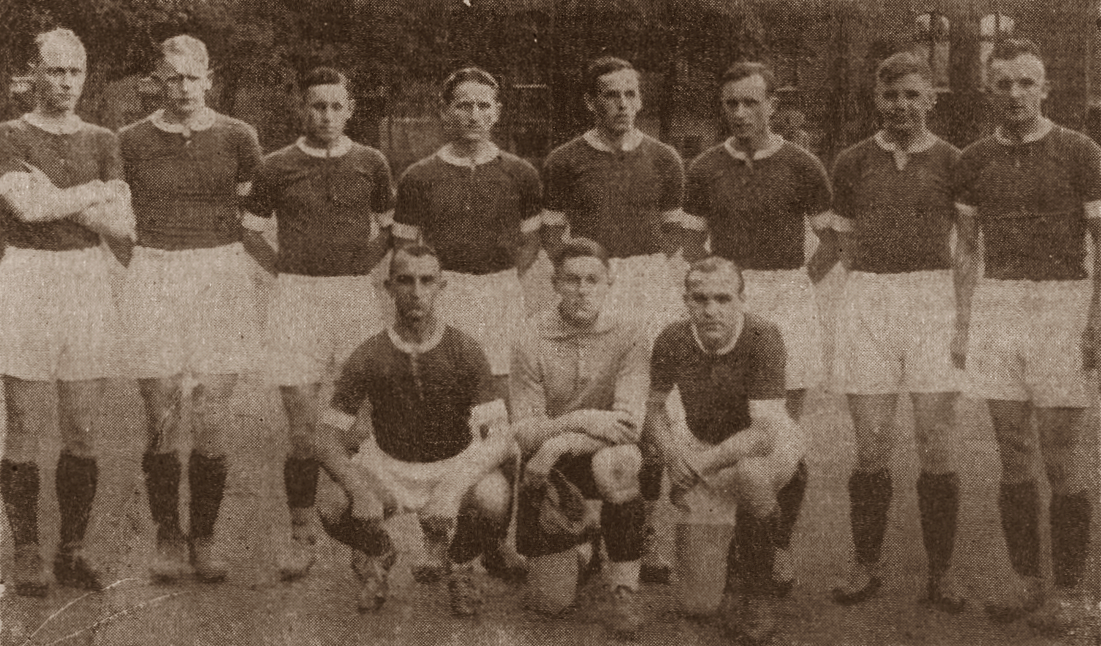
Die Meistermannschaft der Saison 1935/36.

Die Kreuztabelle stellt die Ergebnisse aller Spiele dieser Saison dar. Die Heimmannschaft ist in der linken Spalte, die Gastmannschaft in der oberen Zeile aufgelistet.
| 1935/36                            | SpVgg Vorwärts-Rasensport Gleiwitz | SC Preußen Hindenburg | Beuthener SuSV 09 | Breslauer FV 06 | Breslauer SpVg 02 | VfB 1910 Gleiwitz | SpVgg Ratibor 03 | SC Vorwärts Breslau | SpVgg Deichsel Hindenburg | VfB Breslau |
| ---------------------------------- | ---------------------------------- | --------------------- | ----------------- | --------------- | ----------------- | ----------------- | ---------------- | ------------------- | ------------------------- | ----------- |
| SpVgg Vorwärts-Rasensport Gleiwitz |                                    | 6:0                   | 2:2               | 2:1             | 4:2               | 1:2               | 6:3              | 1:0                 | 8:1                       | 2:0         |
| SC Preußen Hindenburg              | 2:3                                |                       | 0:3               | 4:1             | 2:0               | 6:1               | 2:1              | 6:1                 | 4:1                       | 5:2         |
| Beuthener SuSV 09                  | 0:3                                | 1:2                   |                   | 0:1             | 5:1               | 2:1               | 3:2              | 3:2                 | 5:2                       | 1:2         |
| Breslauer FV 06                    | 1:4                                | 2:2                   | 4:0               |                 | 3:1               | 0:0               | 3:0              | 5:2                 | 1:1                       | 1:0         |
| Breslauer SpVg 02                  | 0:1                                | 1:3                   | 2:0               | 4:1             |                   | 2:3               | 3:1              | 4:1                 | 2:0                       | 1:1         |
| VfB Gleiwitz                       | 0:5                                | 4:4                   | 3:0               | 4:1             | 1:2               |                   | 3:1              | 2:3                 | 1:0                       | 1:2         |
| SpVgg Ratibor 03                   | 1:4                                | 1:3                   | 0:4               | 4:2             | 1:0               | 3:2               |                  | 5:2                 | 1:1                       | 4:1         |
| SC Vorwärts Breslau                | 2:1                                | 4:1                   | 1:3               | 4:1             | 1:3               | 4:1               | 1:2              |                     | 3:1                       | 4:3         |
| SpVgg Deichsel Hindenburg          | 2:4                                | 1:1                   | 0:0               | 3:3             | 4:0               | 0:0               | 3:2              | 3:1                 |                           | 2:1         |
| VfB Breslau                        | 0:6                                | 3:0                   | 0:1               | 0:8             | 0:2               | 2:2               | 1:2              | 2:1                 | 5:4                       |             |

## Aufstiegsrunde
Qualifiziert für die Aufstiegsrunde waren die Meister der drei Bezirksligen Nieder-, Mittel- und Oberschlesien. Diese traten dann im Rundenturnier mit Hin- und Rückspiel gegeneinander an. Die zwei besten Mannschaften stiegen auf.

### Abschlusstabelle
| Pl. | Verein                                                      | Sp. | S | U | N | Tore    | Quote | Punkte |
| --- | ----------------------------------------------------------- | --- | - | - | - | ------- | ----- | ------ |
| 1.  | Reichsbahn-SV Gleiwitz (Meister Bezirksliga Oberschlesien)  | 4   | 3 | 1 | 0 | 011:500 | 2,20  | 07:10  |
| 2.  | SC Hertha Breslau (Meister Bezirksliga Mittelschlesien)     | 4   | 2 | 1 | 1 | 012:600 | 2,00  | 05:30  |
| 3.  | MSV Cherusker Görlitz (Meister Bezirksliga Niederschlesien) | 4   | 0 | 0 | 4 | 001:130 | 0,08  | 0:80   |

### Kreuztabelle
| 1935/36                | Reichsbahn-SV Gleiwitz | SC Hertha Breslau | MSV Cherusker Görlitz |
| ---------------------- | ---------------------- | ----------------- | --------------------- |
| Reichsbahn-SV Gleiwitz |                        | 5:3               | 2:1                   |
| SC Hertha Breslau      | 1:1                    |                   | 3:0                   |
| MSV Cherusker Görlitz  | 0:3                    | 0:5               |                       |